# HMS Unicorn (1941)
ЕВК «Юникорн» (англ. HMS Unicorn — «единорог»), I72 — британский авианосец периода Второй мировой войны. Был построен в 1939—1943 годах и изначально классифицировался как вспомогательный авианосец, но использовался также и в роли лёгкого флотского авианосца. Авианосец нёс активную службу: в 1943 году — в Атлантике и Средиземноморье; в 1944—1945 годах — в Юго-Восточной Азии и наконец, до конца войны — на Тихом океане. В послевоенные годы авианосец оставался в резерве, но с началом Корейской войны был возвращён на активную службу. В Корейской войне он служил в основном в роли транспортного корабля, используясь в роли авианосца лишь в редких случаях. С окончанием войны он был вновь выведен в резерв и оставался в нём вплоть 1958 года, когда он был снят с вооружения и пущен на слом.

## Дизайн и описание
Кризис в Абиссинии в 1934-35 годах продемонстрировал Адмиралтейству, что оно нуждается в плавбазах для поддержки авианосцев, находящихся на действительной службе. Такой корабль был бы способен выполнять более широкий спектр задач по ремонту и техническому обслуживанию самолётов, чем авианосцы, и работать со всем спектром самолётов, эксплуатируемых Королевским флотом, включая амфибии. Адмирал Реджинальд Хендерсон, управляющий Военно-Морским Флотом, сыграл важную роль в получении одобрения на этот корабль и обеспечении того, чтобы у него была полная полетная палуба, которая позволила бы ему приземлять, обслуживать и запускать самолёты в активные операции. Это был первый корабль, который мог «выполнять полный комплекс работ по техническому обслуживанию и ремонту самолётов в дополнение к возможности управлять самолётами с летной палубы». Unicorn на практике доказал ценность концепции и два аналогичных вспомогательных корабля, «Perseus» и «Pioneer», были переоборудованы в корабли технического обслуживания самолётов.